# Exékias
Exékias (grec ancien : Ἐξηκίας) est un potier et peintre sur vases de la Grèce antique, considéré comme un des plus grands peintres de céramique attique à figures noires. Sa période de production se situe approximativement entre 550 et 525 av. J.-C. à Athènes. Sa poterie fut cependant exportée vers d'autres régions, comme l'Étrurie. Il peignait principalement selon la technique dite de la figure noire, qui ne fut utilisée que pendant une période relativement courte, ce qui permet de dater précisément sa période d'activité.

## Un art novateur

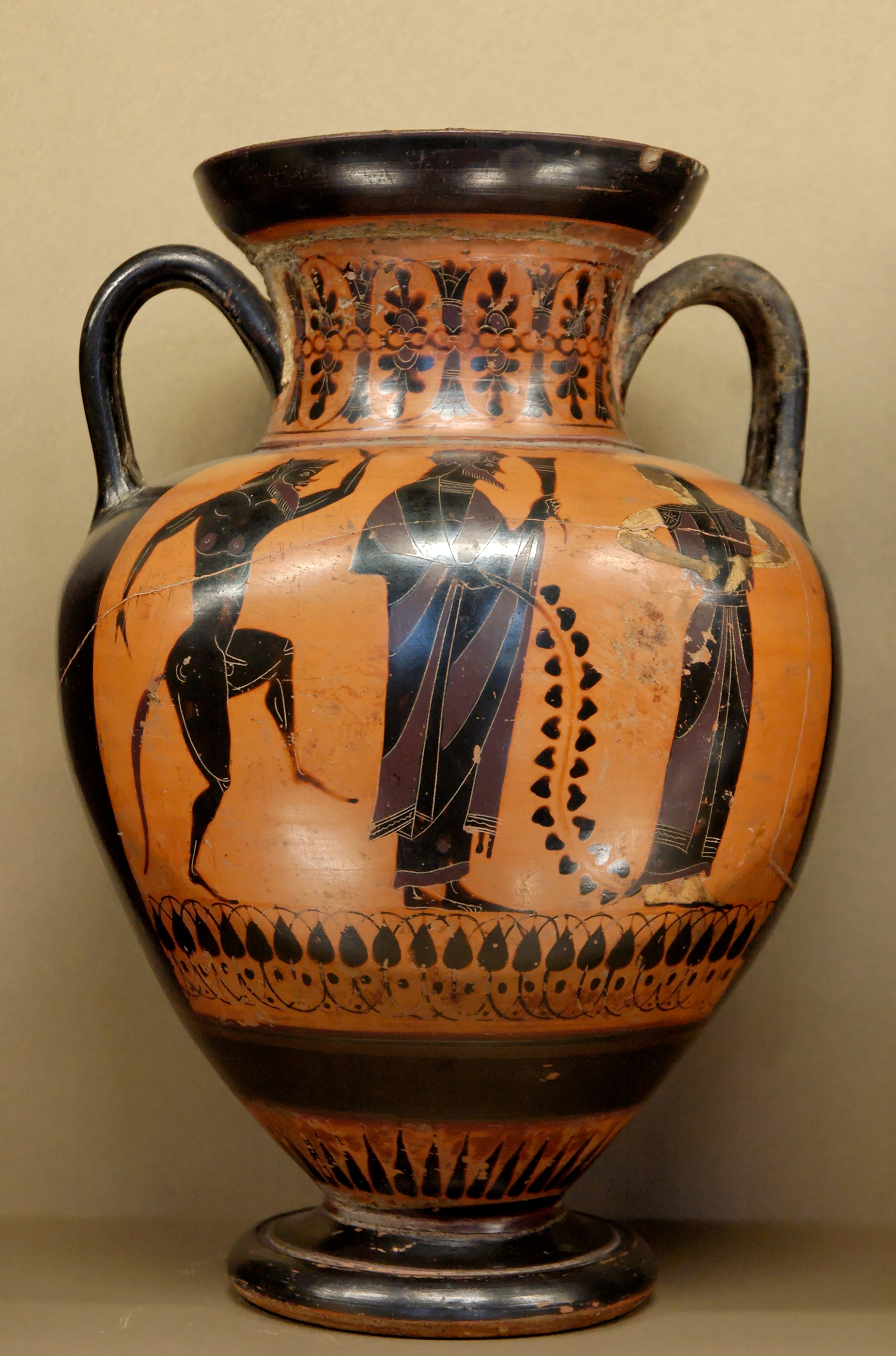
Exékias potier et « Peintre de Towry Whyte ». Dionysos, silène et ménade. Amphore à col et figures noires,
v. 540-530 av. J.-C. H. 33.5 cm. Louvre

« D'abord potier, puis peintre [...] Exékias est certainement le plus grand maître de la peinture de vases à figures noires. »
Les œuvres d'Exékias continuent le style du peintre Nearchos, dont il semble être le disciple, mais elles se distinguent par leur composition ample, la précision du trait et un art subtil du portrait. Selon l'historien de l'art grec John Boardman, « la marque de son style approche la dignité de la statuaire, ce qui amène, pour la première fois, la peinture sur vase au rang d'art majeur. » Son art se caractérise par la noble gravité de ses figures et de toute la composition, une calligraphie ferme et nette, et porte la technique de la peinture à figures noires jusqu'à son plus parfait achèvement. Peintre et potier novateur, Exékias a expérimenté de nouvelles formes et imaginé des techniques inhabituelles, tel le lavis de rouge-corail pour faire ressortir les couleurs. Selon un procédé employé occasionnellement, le fond rouge brillant était obtenu par une cuisson spéciale de la même substance que pour la décoration ; celle-ci, en passant au four, devenait noire.
Onze œuvres signées d'Exékias ont survécu et environ vingt-cinq autres récipients et plaques lui ont été attribués. L'une de ses œuvres les plus célèbres est une amphore, aujourd'hui exposée à Rome dans les musées du Vatican, qui montre Ajax et Achille à Troie, en train de jouer aux dés. On y lit la signature :
« Eksekias egraphse m'kapoiesen »
« Exékias m'a faite et m'a décorée ».
Ce qui introduit à la distinction de son travail de potier, de peintre et lorsqu'il assume les deux fonctions.

## Le potier et le peintre
D'abord potier, il réalise des amphores de type C, de type A — il en aurait lancé la vogue —, des amphores à col, des coupes à lèvre, et le cratère en calice qu'il semble avoir été le premier à décorer. Peut-être en aurait-il aussi inventé la forme. Sa contribution, en tant que peintre, doit être distinguée de ce travail de potier. En clair, telle céramique attribuée à Exékias devrait pouvoir mentionner s'il s'agit du potier ou du peintre, voire des deux. Au début de sa pratique connue il se situe dans l'héritage d'un groupe de potiers et peintres sur céramique, le Groupe E. Ceux-ci ont produit la partie peinte de plusieurs des céramiques du potier Exékias et lui-même a peint des poteries du groupe E.

## Les thèmes

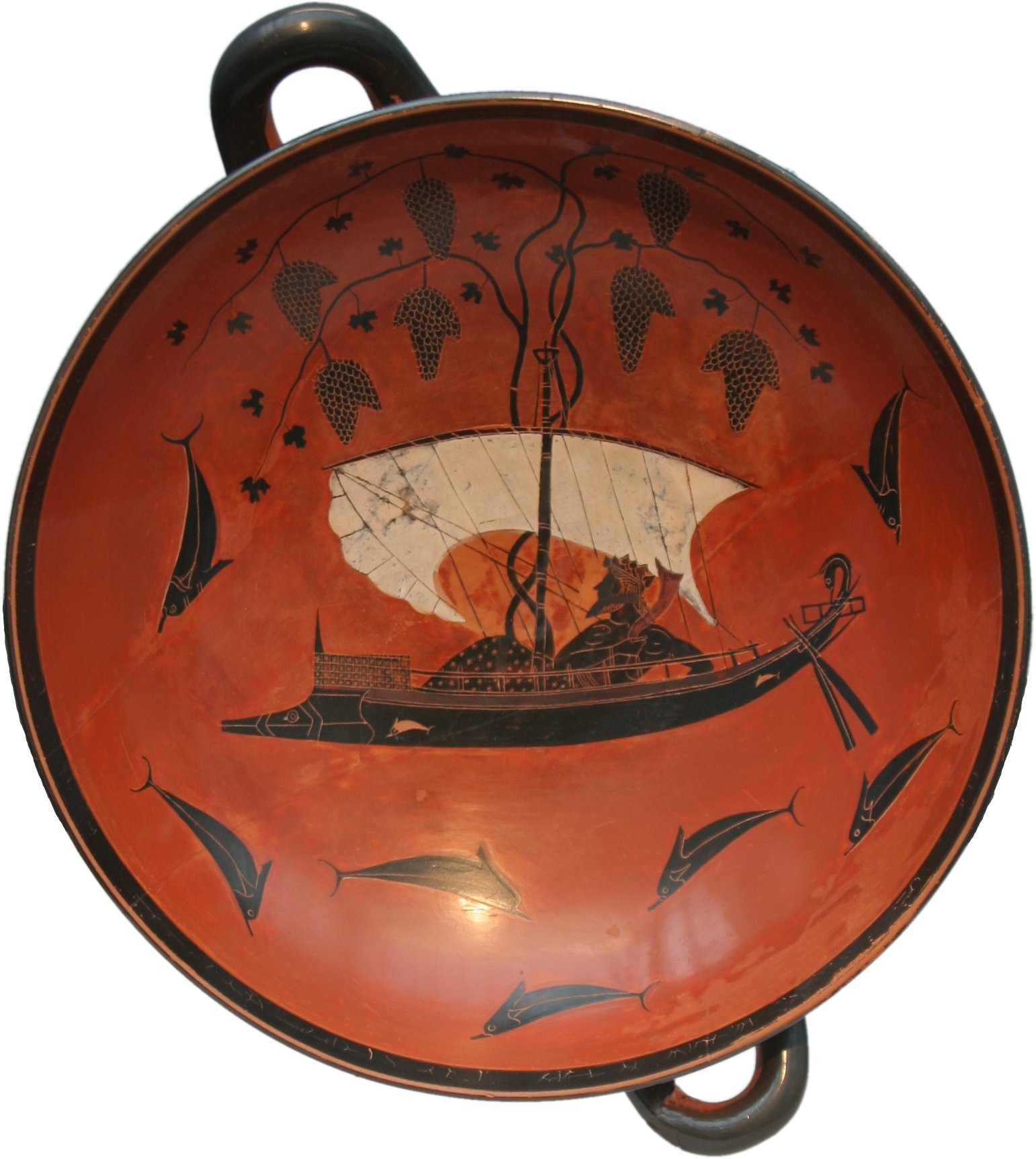
Kylix de Dionysos, v. 530 av. J.-C., Staatliche Antikensammlungen, Munich (no 2044).

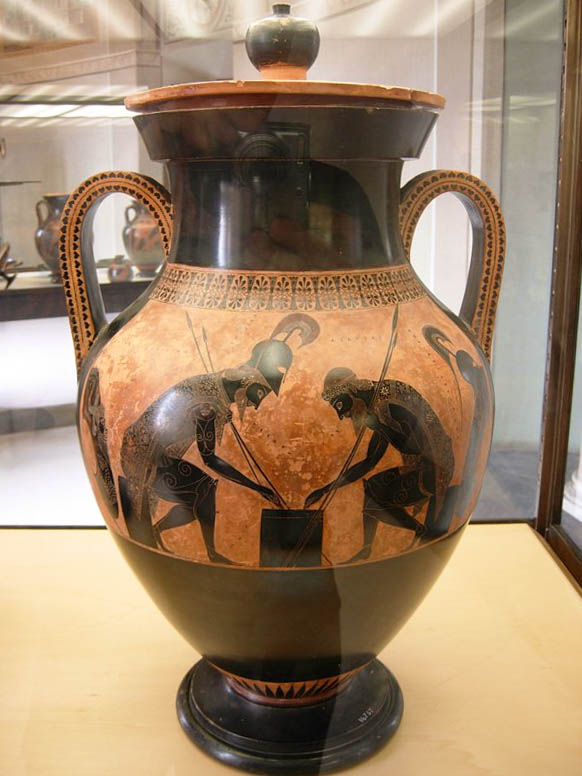
Achille et Ajax jouent aux dés. Amphore d'Exékias. 540-530 av. J.-C., Vatican

Il se distingue par le choix du moment décrit et par le caractère monumental de ses compositions, l'élégance dans le tracé des animaux comme des hommes avec des qualités indéniables d'observation et de sensibilité.
Ses peintures sont chaque fois comme un instant suspendu au moment le plus intense d'une vie, et soigneusement mis en scène dans ce but ; elles s'arrêtent à l'instant le plus intense. Que ce soit dans le rapport entre deux acteurs, comme dans l'instant où Achille plante sa lance dans le cou de la reine des Amazones et qu'il la domine, masse noire au-dessus du corps blanc. L'instant est aussi bien choisi et mis en scène lors du retour de Castor et Pollux, à l'instant où Tyndare flatte leur magnifique cheval sur la bouche et où le chien qui fait la fête à Pollux, dans un jeu croisé bien subtil. Avec ce dernier exemple on peut dire que les scènes de la vie journalière sont élevées dans leur simple intensité, une observation charmante de l'action, tandis que dans l'exemple précédent il va jusqu'à l'héroïque et le tragique le plus extrême. Exékias se plaît à mettre en scène les dieux et les héros des mythes. Cependant, en ce qui concerne ses sources, littéraires ou orales, le fait qu'il existe de nombreuses variantes, quel que soit le sujet, nous montre qu'il n'y avait pas de tradition unique à l'époque, qu'Exékias aurait illustrée. Ceci nous montre la difficulté qu'il y a à révéler leur « sens profond » que les peintures d'Exékias seraient censées induire dans l'esprit du spectateur.
Une étude comparative entre le Peintre d'Amasis et Exékias lorsqu'il abordent l'image de Dionysos montre, entre autres choses, qu'Exékias se dégage des représentations rustiques et joyeuses (celles du Peintre d'Amasis) et qu'il présente le dieu placé dans un contexte où l'élément féminin est peu présent. Dans la célèbre coupe de Berlin, il en fait comme « l'archétype du banqueteur dans l'univers magique du vin représenté comme une navigation miraculeuse ». Dans ce kylix de Dionysos, découvert dans la cité étrusque de Vulci, en Italie, le fond de la coupe à vin est utilisé comme surface de travail pour une scène unique — scène unique qui est aussi un effet de style récurrent sur les vase d'Exékias — Dionysos est le dieu de l'inspiration. Selon certaines interprétations en rapport avec l'hymne homérique à Dionysos, la peinture représenterait son premier voyage en bateau vers Athènes. Des pirates ont capturé le navire et vont peut-être vendre Dionysos comme esclave. Mais le dieu fait pousser des vignes sur les mâts, ce qui effraye tellement les pirates qu'ils sautent par-dessus bord et sont changés en dauphins. On remarquera que les pirates ne sont pas tués mais transformés en des êtres inférieurs qui batifolent désormais autour du bateau et escortent le dieu.
Dans la scène, le dieu glisse avec sérénité sur le cosmos, sur la mer, ou sur « la mer vineuse », figurée par l'espace rouge, tandis que les dauphins l'escortent. La voile blanche, gonflée, évoquerait la présence du vent, qui souffle au gré du dieu, en l'occurrence vers Athènes. Le voyage de Dionysos a été décrit comme un « nostos », un retour à la maison. Mais on voit que les interprétations sont multiples.

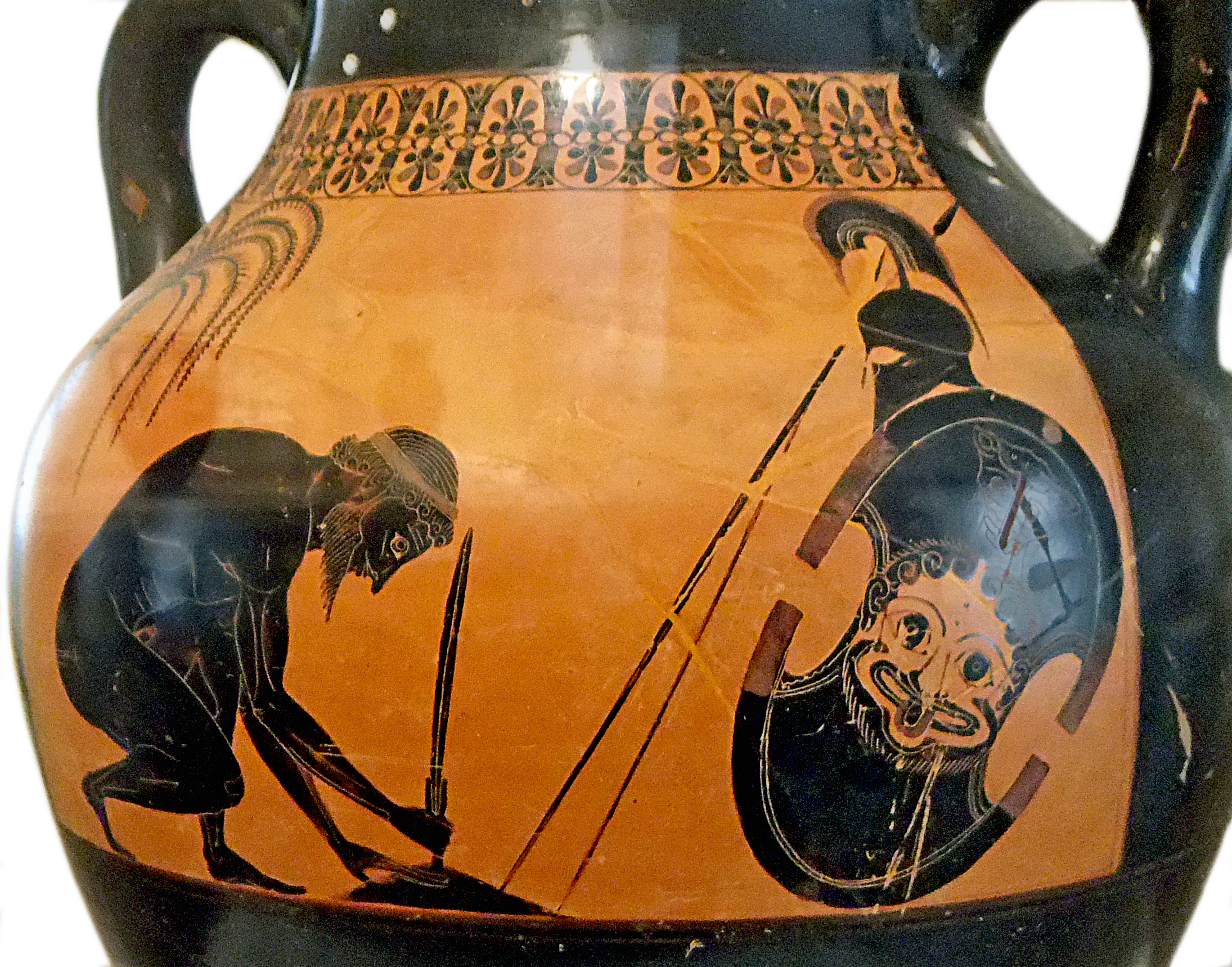
Le Suicide d'Ajax, amphore attique à figures noires, 530 av. J.-C. Château-musée de Boulogne-sur-Mer.

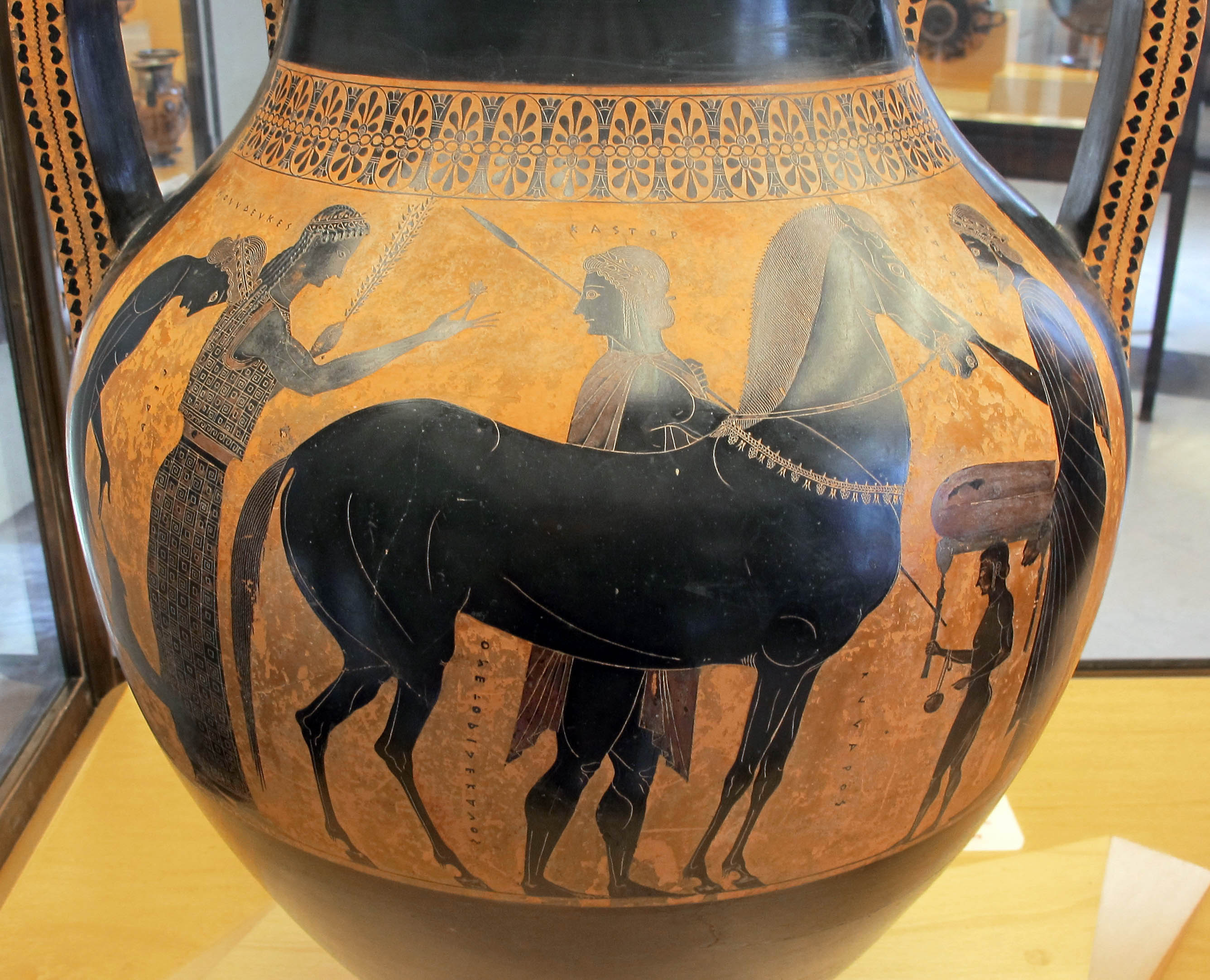
Le retour de Castor et Pollux (avec leur cheval). Autre face de Achille et Ajax jouent aux dés. Musée grégorien étrusque, Vatican

L'amphore évoquée dans l'introduction de cet article montre Achille et Ajax absorbés par leur jeu. Il s'agit d'un jeu de dés. Des mots qui sortent de leurs bouches annoncent les résultats : « trois » pour Ajax, « quatre » pour Achille. D'ailleurs Achille domine Ajax, déjà visuellement, car il est le seul à  n'avoir pas retiré son casque. Les postures des guerriers montrent qu'ils sont dans une grande tension, suspendus au dénouement de la partie. Le peu d'écart entre les résultats est un signe : le sort imprévisible qui menace chacun. Et son retournement, toujours possible, ultérieurement : c'est l'histoire que raconte l'amphore du musée de Boulogne-sur-Mer.
L'amphore du musée de Boulogne-sur-Mer met en scène la préparation du suicide d'Ajax. Dans cet épisode de l’Iliade, Ajax perd, au profit d'Ulysse, le concours qui devait déterminer celui qui gagnerait l'armure d'Achille. Ajax, blessé dans son honneur par ses camarades de combat voulait les tuer. Mais il est pris d'un accès de folie, et massacre alors un troupeau de bœufs qu'il prend pour les chefs grecs. Il ne supporte pas cette seconde humiliation et décide de se tuer en se jetant sur sa propre épée, selon la coutume grecque propre aux guerriers déshonorés. Exékias montre Ajax préparant son suicide. Ajax, accroupi, est occupé à fixer son épée en terre, pointe vers le haut, il est dos à un palmier et face à son barda, son bouclier décoré de la Gorgone protectrice, sa lance et son casque empilés. Son équipement et le palmier forment les bords de la scène, centrée sur le visage d'Ajax et l'épée. La place centrale du visage d'Ajax préparant son suicide et l'évocation de sa mort prochaine donnent une tension psychologique importante à la composition, tension renforcée par la pudeur de la scène qui est suggérée sans être crûment montrée. Si cette représentation donne une indéniable dimension tragique à l'action, la charge pathétique tient précisément au choix fait par le peintre de l'économie de moyens. Seul devant son équipement de soldat, qui lui fait face maintenant, et au sein du vide de l'espace, à l'instant ultime.

## La composition
Exékias isole les deux panneaux de la majorité de ses vases sur un noir brillant, un procédé qui est employé pour des pièces de valeur à partir de cette époque. Chaque scène est en outre soigneusement encadré, soit par des arabesques soit par des bandes horizontales doublées par une frise. Pour certains vases, les espaces entre les différentes scènes -comme celle du combat entre Achille et Penthésilée - sont comblés par divers motifs, rangées de rosettes, flèches, spirales et bandes pleines. L'action principale est parfois complété par une scène annexe, comme lorsque le chien fait fête à Pollux sur la face opposée à la scène où Ajax et Achille jouent aux dés. C'est une technique propre à Exékias que d'utiliser la forme du récipient et ses saillies comme des surfaces qu'épousent les lignes et les formes de la peinture. Si l'on observe de face le tableau, l'œil est attiré par un centre d'attraction principal : le plateau de jeu, le visage de Penthésilée, la robe étoilée de Dionysos, l'épée plantée dans le sol. Sur la surface courbe du vase, ce point est le plus proche de l'œil. Toutes les autres lignes essentielles sont ou bien concentriques par rapport à cette région centrale ou y ramènent ainsi que les rayons d'une roue : les lances des guerriers, les dos arrondis de leurs formes voûtées, les voiles gonflées de vent du navire et sa quille courbe, le cercle des dauphins, etc. Il semble être quasiment le seul à composer ainsi ; on ne constate qu'exceptionnellement l'usage de ce type de procédé avec le peintre d'Amasis.

## Le souci du détail
Un second trait caractéristique d'Exékias est de tracer soigneusement les contours de ses silhouettes avec des lignes incisées, montrant la plus grande minutie de détails, surtout dans les vêtements et les armures de ses personnages. C'est le seul peintre sur vase grec à procéder de la sorte. Les détails du vêtement reprennent, à plus petite échelle, les thèmes rencontrés sur le vase dans son entier. On ne peut que s'étonner, par exemple, des fioritures sur la tête et les épaules d'Ajax s'apprêtant au suicide. Exékias se distingue ainsi par cet usage des incisions qui produisent, lorsqu'elles s'appliquent à des surfaces, un effet de demi-teinte, intermédiaire entre le fond clair et la peinture noire. Lorsqu'il parachève la scène d'Achille et Ajax en train de jouer aux dés, « jamais la technique de l'incision ne sera plus savante, plus fouillée, que pour décrire les détails de leurs cuirasses ou les broderies de leurs manteaux ».